# Коржівський заказник
Коржівський  — ландшафтний заказник місцевого значення. Розташований в лісовому фонді ДП «Роменський агроліс» на території Коржівської сільської ради Роменського району Сумської області. 

## Опис
Площа - 23,3 га. Статус надано 25.09.2003. 
Охороняється ділянка з сильнорозчленованим горбистим рельєфом із сірими і темно-сірими опідзоленими ґрунтами, давньозсувними останцями. У заказнику зростає липово-березовоосиково-дубовий ліс природного походження, де зростають рідкісні та занесені до Червоної книги України види рослин: (зозулині сльози яйцеподібні). Також трапляються тварини, занесені до Червоної книги України (мідянка, борсук звичайний, ванесса чорно-руда).